# تاكانيزاوا
تاكانيزاوا (高根沢町 Takanezawa-machi) هي مدينة يابانية تقع في محافظة توتشيغي. وحسب إحصاء مايو 2015 وصل عدد السكان إلى 29,541, , والكثافة السكانية إلى 417 نسمة لكل كم². والمساحة الإجمالية 70.87 كم².

## البلديات المحيطة
- محافظة توتشيغي
  - أوتسونوميا
  - ساكورا
  - ناسوكاراسوياما
  - إيشيكاي
  - موكا

## وصلات خارجية
- الموقع الرسمي باللغة اليابانية| - ع - ن - ت محافظة توتشيغي | - ع - ن - ت محافظة توتشيغي                                                                                                                                                         | - ع - ن - ت محافظة توتشيغي |
| -------------------------- | --- | -------------------------- |
| أوتسونوميا (العاصمة)       | |                            |
| مدينة نواة                 | - أوتسونوميا | Flag of Tochigi Prefecture |
| المدن                      | - أشيكاغا - كانوما - موكا - ناسوكاراسوياما - ناسوشيوبارا - نيكو - أوتاوارا - أوياما - ساكورا - سانو - شيموتسوكا - توتشيغي - يايتا                                                  | Flag of Tochigi Prefecture |
| الأحياء                    | - مقاطعة هاغا - هاغا - إيشيكاي - ماشيكو - موتيجي - مقاطعة كواتشي - كامينوكاوا - مقاطعة ناسو - ناسو - ناكاغاوا - مقاطعة شيموتسوغا - ميبو - نوغي - مقاطعة شيويا - شيويا - تاكانيزاوا | Flag of Tochigi Prefecture |